# Hibbertia gilgiana
Hibbertia gilgiana är en tvåhjärtbladig växtart som beskrevs av Friedrich Ludwig Diels. Hibbertia gilgiana ingår i släktet Hibbertia och familjen Dilleniaceae. Inga underarter finns listade i Catalogue of Life.